# Simándy Zsigmond
Simándy Zsigmond, névváltozat: Simándi, született Rumpler Zsigmond János Béla (Turdossin, 1852. február 26. – Budapest, Ferencváros, 1938. december 7.) színész, igazgató.

## Életútja
Rumpler János és Boboth (Bobocz) Mária fiaként született. 1876. október 1-jén lépett színpadra Hubay Gusztáv társulatában, ezután Hegyi Gyula és Polgár Károly együttesének volt a tagja. 1885-ben kapott először igazgatói engedélyt, azonban első próbálkozása nem járt sikerrel. Ezután vidékre ment, 1891 és 1897 között igazgatóként működött. Ügyelőként dolgozott egy esztendeig Kolozsvárt, majd a Népszínházban. 1909. december 27-én vonult nyugdíjba. 1930. június 15-én ünnepelte 50 éves színigazgatói jubileumát.
Első felesége Török Berta (Kolozsvár, 1861. jún. 16. - Budapest, 1925. aug. 27.) színésznő volt. Második felesége Bácskay Julcsa, akivel 1925. október 25-én Kőbányán kötött házasságot.
Az Újság 1938. december 11-ei száma a következőkról számol be: "Amikor a kiváló szinészházasipár nyugdíjba ment, kibérelte a népligeti színkört, de utóbb a szerencsétlen Bácskay Julcsa teljesen megvakult. A népligeti színkör nagyon rosszul ment és 1932-ben, az akkor 82 éves Simándy és teljesen vak felesége elhatározták, hogy koldulási engedélyért folyamodnak, mert sem a színkör „jövedelméből", sem a havi 12 pengős nyugdíjból nem tudtak megélni."
A 8 Órai Ujság szerint Simándy "Hat évtizeden át egyik úttörője volt a magyar színészetnek és számos régi nagy siker fűzödött a nevéhez."
1938. december 10-én szombaton délután helyezték nyugalomra a rákosi köztemetőben.

## Működési adatai
1886: Mosonyi Károly; 1887: Hubay Gusztáv; 1888–89: Kárpáthy György; 1890: Szigeti Jenő; 1899: Relle Iván; 1900: Halasi Béla; 1903: Krémer Sándor; 1904: Micsey György; 1905: Bihari Ákos; 1906: Krémer Sándor.
Igazgatóként: 1885: Paks, Dunaföldvár, Mohács, Siklós, Szekszárd; 1891: Rózsahegy, Zsolna, Kubin, Szepesváralja, Késmárk, Selmecbánya, Segesvár; 1892: Szászváros, Vajdahunyad, R.-Lippa, V.Újhely, Alsókubin; 1893: Sárospatak, Ungvár, Munkács; 1894: Nagykálló, Nyírbátor; 1895: Késmárk, Selmecbánya, Sárospatak, Pécska, Mezőtúr, Törökszentmiklós; 1896: Felsőőr; 1897: Kőszeg, Körmend, Sárvár.